# Now What?!
A Now What?! az angol Deep Purple együttes 19. nagylemeze.

## Számok a lemezen

### Sztenderd kiadás
Az összes dal szerzője Don Airey, Ian Gillan, Roger Glover, Steve Morse, Ian Paice, Bob Ezrin (, kiv.  "It'll Be Me", a szám szerzője Jack Clement).. 
|     | Cím                       | Hossz |
| --- | ------------------------- | ----- |
| 1.  | A Simple Song             | 4:39  |
| 2.  | Weirdistan                | 4:14  |
| 3.  | Out of Hand               | 6:09  |
| 4.  | Hell to Pay               | 5:10  |
| 5.  | Bodyline                  | 4:26  |
| 6.  | Above and Beyond          | 5:30  |
| 7.  | Blood from a Stone        | 5:18  |
| 8.  | Uncommon Man              | 7:02  |
| 9.  | Après Vous                | 5:24  |
| 10. | All the Time in the World | 4:21  |
| 11. | Vincent Price             | 4:46  |

| 12. | It'll Be Me | 3:02 |

| 12. | It'll Be Me           | 3:02 |
| 13. | First Sign of Madness | 4:26 |

| 12. | It'll Be Me                | 3:02 |
| 13. | First Sign of Madness      | 4:26 |
| 14. | Hell To Pay (Instrumental) | 5:11 |
| 15. | Après Vous (Instrumental)  | 5:23 |

| 12. | Highway Star (Live From Hard Rock Cafe, London, UK/Október 2005)      | 8:09 |
| 13. | Perfect Strangers (Live From Hard Rock Cafe, London, UK/Október 2005) | 6:41 |
| 14. | All the Time in the World [Alternative Radio Mix]                     | 3:48 |

| 12. | It'll Be Me                                                            | 3:02 |
| 13. | Smoke on the Water (Live From Hard Rock Cafe, London, UK/Október 2005) | 6:50 |
| 14. | Wrong Man (Live From Hard Rock Cafe, London, UK/Október 2005)          | 4:29 |
| 15. | Hell to Pay [Radio Edit]                                               | 3:42 |

### Now What?! Live Tapes (bónusz CD)
Ez a 2. lemeze a 2013. novemberben kiadott "Gold Edition Deluxe" dupla lemeznek.
|     | Cím                                                                                                   | Hossz |
| --- | --- | ----- |
| 1.  | Strange Kind of Woman (Rock In Roma, Ippodromo Delle Capannelle, Rome, IT, 22/07/2013)                | 6:06  |
| 2.  | Hard Lovin' Man (Skovdalen, Aalborg, DK, 08/08/2013)                                                  | 6:24  |
| 3.  | Vincent Price (Skovdalen, Aalborg, DK, 08/08/2013)                                                    | 4:29  |
| 4.  | Contact Lost (Skovdalen, Aalborg, DK, 08/08/2013)                                                     | 3:38  |
| 5.  | All the Time in the World (Dieci Giorni Suonati, Ippodromo Del Galoppo, Milan, Milan, IT, 21/07/2013) | 4:56  |
| 6.  | No One Came (Getaway Rock Festival, Gasklockorna, Gaevle, SE, 10/08/2013)                             | 5:21  |
| 7.  | Bodyline (Rock In Roma, Ippodromo Delle Capannelle, Rome, IT, 22/07/2013)                             | 4:22  |
| 8.  | Perfect Strangers (Live in Gaevle)                                                                    | 6:53  |
| 9.  | Above and Beyond (Dieci Giorni Suonati, Ippodromo Del Galoppo, Milan, Milan, IT, 21/07/2013)          | 5:29  |
| 10. | Lazy (Getaway Rock Festival, Gasklockorna, Gaevle, SE, 10/08/2013)                                    | 8:22  |
| 11. | Black Night (Rock In Roma, Ippodromo Delle Capannelle, Rome, IT, 22/07/2013)                          | 9:03  |
| 12. | Smoke on the Water (Rock In Roma, Ippodromo Delle Capannelle, Rome, IT, 22/07/2013)                   | 7:18  |

## Közreműködők
Deep Purple
- Ian Paice – dobok
- Ian Gillan – ének
- Roger Glover – basszus
- Steve Morse – gitár
- Don Airey – billentyűk

Additional musicians
- Jason Roller – akusztikus gitár ("All the Time in the World")
- Eric Darken – háttérgitár ("Bodyline", "All The Time in the World")
- Mike Johnson – háttérgitár ("All The Time in the World", "Vincent Price")
- David Hamilton – háttérbillentyűk ("Uncommon Man", "Weirdistan", "Above And Beyond")
- Students of – háttérénekes ("Hell to Pay")
- Bob Ezrin – háttérénekes & dobok

## Charts
| Chart (2013)              | Peak position |
| ------------------------- | ------------- |
| German Albums Chart       | 1             |
| Austrian Albums Chart     | 1             |
| Czech Albums Chart        | 1             |
| Norwegian Albums Chart    | 1             |
| Swiss Albums Chart        | 2             |
| Russian Albums Chart      | 3             |
| Polish Albums Chart       | 5             |
| Swedish Albums Charts     | 7             |
| Hungarian Albums Charts   | 7             |
| Finnish Albums Charts     | 8             |
| World Albums Charts       | 11            |
| Dutch Albums Chart        | 12            |
| Italian Albums Chart      | 12            |
| Greek Album Charts        | 13            |
| Scottish Albums Chart     | 13            |
| Belgian Albums Chart (Wa) | 14            |
| Danish Album Charts       | 18            |
| UK Albums Chart           | 19            |
| Spanish Album Charts      | 19            |
| French Album Charts       | 23            |
| Belgian Albums Chart (Vl) | 33            |
| Japanese Albums Chart     | 50            |
| Irish Albums Chart        | 87            |
| US Billboard 200          | 110           |